# Typhlosaurus meyeri
Typhlosaurus meyeri là một loài thằn lằn trong họ Scincidae. Loài này được Boettger mô tả khoa học đầu tiên năm 1894.